# كوريرين
كوريلين クリリン (Kuririn) كما يسمى باليابانية أو كرِلِن (Krillin)، ويُعرف بالدبلجة العربية باسم هوشي، هو شخصية خيالية من سلسلة دراغون بول صممت من قِبَل مؤلفها أكيرا تورياما. ظهر لأول مرة في الفصل #25 تحت عنوان منافس؟ قد وصل!!! (باليابانية: !!!ライバル？参) وفي الأنمي الأصلي في الحلقة 14 تحت عنوان غريم گۆكو، هو أعز أصدقاء غوكو. تدرَّبا معًا عند المعلم روشي. في سلسلة دراغون بول الأصلية، كلَّما تقدمت السلسلة ازدادت صداقة گوكو وكوريلين. كوريلين متزوج من أندرويد 18 ولديه ابنة تدعى مارون. كوريلين، حسب قول كاتب السلسلة أكيرا تورياما، هو أقوى إنسان في الكون بأكمله.

## التصميم والمظهر
أنشأ تورياما كوريلين بالإضافة لـTenka'ichi Budōkai (أو مسابقة فنون القتال العالمية) أصلًا كوسيلة للمساعدة في إضافة عمق إلى القصة، حيث قال محرره كازوهيكو توريشيما أن بطل الرواية، گوكو كان بحتًا جدًّا. يوسوكيه واتانابيه الذي كتب سيناريو فيلم دراغون بول زد: إله وإله، كان قد كتبه في الأصل على أن تجري أحداثه في حفل زفاف كوريلين وأندرويد 18، ولكن تورياما كتب لها أن تتم في عيد ميلاد بولما، وصرح واتانبيه بأن تورياما قام بالتغيير لأنه يريد من المتابعين تخيل حفل زفافهما بأنفسهم.

## - الظهور

### - في دراغون بول
يظهر كورلين بنفس مظهر غوكو تقريبًا مع بعض الاختلافات البسيطة في أغلبية الأعمال. يظهر كوريلين لأول مرة في سن الثالثة عشر، حليق الرأس ومرتديًا ملابس صفراء وبرتقالية وهي ملابس الدير الذي كان يتدرب به. في جبهته ست نقاط من حروق الكي، وهي إشارة لممارسة من ممارسات رهبان شاولين. في وقت لاحق، المعلم موتين روشي يهدي لكوريلين الزي البرتقالي الذي أهداه لغوكو أيضًا بمناسبة خوضهما منافسة فنون القتال الأولى لهما في بعض الأحيان يظهر وهو يرتدي ملابس اعتياديَّة، وبالنسبة للجزء الأكبر فهو يرتدي لباس التدريب أو القتال. وبعد هزيمة سيل، يتوقَّف كوريلين عن حلق رأسه فنما له شعر أسود.

### - في دراغون بول زد

#### - ظهورراديتز
يظهر كوريلين في أوائل الحلقات عند ظهور راديتز على كوكب الأرض، حيث يرى حجم قوة راديتز الذي يرديه أرضًا بضربة واحدة. لا يُشارك كوريلين في معركة غوكو و بيكولو ضد راديتز.

#### - في ارك السايان
يتدرب كوريلين، بالإضافة لبقية مقاتلي الـZ، تأهُّبًا لوصول مقاتلَيْ السايان نابا وفيجيتا. عند وصولهما.

#### - ظهور فريزا
يذهب كل من كوريلين وغوهان وبولما إلى كوكب الناميك من أجل جمع كرات الدراغون بول، ولكن خططهم تعتريها المشاكل بسبب وجود فيجيتا وفريزر وجنوده في هذا الكوكب. يتمكن كوريلين من إخراج طاقته الخامدة هناك بفضل أب النامكيين المُسمَّى غورو.
أثناء معركتهم مع فريزر، يُطعن كوريلين بقرن فريزر طعنات مُتتاليَة، ولكنه يُعالج بعدها من قِبَل ديندي، ليعود بعدها فورًا للقتال وينقذ غوهان من موتٍ محقق.

#### - الأندرويد وسِيل
يستمر كوريلين بالإضافة لبقية مقاتلي الـZ بالتدريب استعدادًا لمُجابهة الأندرويد الذين سيأتون بعد ثلاث سنين كما فال ترانكس المستقبلي. وعندما يظهرون يُعجب كوريلين بالأندرويد 18 ويدافع عنها ضد سِيل، إلا أن محاولاته تبوء بالفشل لان سيل اقوى منه.

#### - ماجين بوو
-

### - في دراغون بول سوپر

#### - معركة الحكام
يظهر كوريلين في عيد ميلاد بالما. عندما أراد كوريلين مواجهة حاكم الدمار بيروس، يطلب منه بيكولا الابتعاد بسبب قوة بيروس الهائلة التي لا يُجابهها أحد.

#### - إعادة إحياء 'F'
يُقاتل كوريلين جنود فريزر ويتغلب عليهم بكل سهولة .

#### - ارك ترانكس المستقبلي وغوكو بلاك
- كوريلين لم يظهر جيّدًا في هذا الارك

#### - بطولة الاكوان
- ظهر كوريلين كأحد المقاتلين العشرة في بطولة الاكوان وقد خسر من اللحظة الأولى بسبب عدم اصغائه لكلام بيروس بان لا يقاتل

## - القوة والتقنيات
- كُمعظم المقاتلين الخارقين في السلسلة، يستطيع كوريلين:
1- الطيران
2- إخراج طاقة الكي
3- الشعور بطاقة الكي
4- تقنية الكاميهاميها
5- تقنية الشعاع الشمسي
6- تقنية الصورة الملتوية
كما قام كوريلين بإتقان مهارة الكينزان التي تُعتبر من أقوى المهارات في سلسلة دراغون بول وأخطرها.